# Володимир (Малець)
Архієпископ Володимир (в миру — Василь Малець; 23 квітня 1890, Херсонщина — 23 липня 1967, Детройт) — ієрарх відродженої 1942 року УАПЦ, єпископ Кіровоградський, в еміграції єпископ Північно-Баварський в Німеччині та архієпископ Детройтський в США.
Випускник Київського університету Св.Володимира в 1915 році. Опісля працював на викладацькій та науковій роботі. У 1942 році у Києві рукопокладений на священника в УАПЦ, а 23 червня 1942 року відбулася його архієрейська хіротонія на єпископа Черкаського, яку здійснили архієпископ Никанор (Абрамович) та єпископи Мстислав (Скрипник) і Сильвестр (Гаєвський), а в 1943 році його переміщено на Єлисаветградську кафедру. 1944 року виїхав до Німеччини.
Похований на українському православному цвинтарі в Баунд-Брук.